# Iglesia Cristo de Toledo
La Parroquia Cristo de Toledo es una iglesia parroquial católica localizada en el barrio suburbano de Villa García, en la ciudad de Montevideo.

## Historia
En el año 1885, tras el fallecimiento de Doroteo García, quien fuera ministro de Hacienda durante 1857 y 1858, y propietario  de importantes extensiones de tierra en el hoy Villa García, como forma de homenaje su viuda, Carolina Lagos, decide y ordena construir una pequeña Capilla en su honor. 
Capilla que sería construida sobre una amplia elevación sobre el kilómetro 21 de la Ruta 8, en aquel entonces conocido todavía como Camino Maldonado, por tal elevación la parroquia  puede ser vista desde largas distancias y durante mucho tiempo, sirvió como un importante punto de referencia para todos aquellos quienes recorrían el lugar. Dicha construcción, de arquitecto desconocido y de arquitectura ecléctica histórica, con una fachada neoclásica, fue consagrado en 1891 y dedicado a Cristo. En su interior cuenta con una escultura de Cristo, realizada por Romairone, en mármol Carrara. Existen versiones que cuentan que la escultura debió trasladarse mediante barcaza por el arroyo  Toledo y aunque otras versiones como que se trasladó mediante ferrocarril desacreditan la primera. Hasta nuestros días, la autoría del proyecto y construcción sigue siendo desconocida. 
La Parroquia está a cargo de la Capilla de San José del Manga, ubicada en dicho barrio y a unos pocos kilómetros. 